# Proceratium google
Proceratium google é uma espécie de formiga considerada eficiente na busca por comida e, deste modo, recebeu em seu nome científico a referência ao site de buscas Google.